# 唐志大
唐志大（1515年—1555年），字子迪，號左溪，直隸松江府上海縣人，明朝政治人物。

## 生平
嘉靖十九年（1540年）庚子科應天府鄉試第一百二十二名舉人。嘉靖二十年（1541年）中式辛丑科會試第二百八十二名，登第三甲第五名進士。因念其母垂老，又是独子，求任职南京以便养亲，遂授官南京行人司左司副，因母病，旋疏乞终养。

## 家族
曾祖唐德華，號古塘，贈刑部主事；祖父唐懽，弘治壬戌進士，榖城知縣、前刑部主事；父唐琰，母陶氏。慈侍下。從兄唐金、志孝、志仁。從弟志謙、志高、志德、志明、志忠、志善、志远。